# Cinta de Sant Jordi

La Cinta de Sant Jordi (lligada). El patró és pensat per simbolitzar foc i pólvora. És també pensat per ser derivat dels colors de l'abric imperial rus original d'armes (àguila negra en un fons daurat).

La Cinta de Sant Jordi (en rus: Георгиевская ленточка, Geòrgievskaia lentotxka) és un símbol militar formada per tres bandes negres a les quals s'afegeixen dues bandes i una vora fina de color groc (fins al 1913) o taronja (després del 1913). La cinta adopta els colors de l'orde imperial i militar de Sant Jordi creada per Caterina II el 1769 per a premiar oficials i soldats russos. Apareix com a component de moltes altes condecoracions militars concedides per l'Imperi Rus, la Unió Soviètica i l'actual Federació Russa.
A principis del segle XXI, la cinta de Sant Jordi s'ha fet servir com a símbol per a commemorar els veterans del front oriental de la Segona Guerra Mundial (coneguda a Rússia i alguns països postsoviètics com la Gran Guerra Patriòtica). És el símbol principal utilitzat en associació amb el Dia de la Victòria. Gaudeix d'una àmplia popularitat a Rússia com a símbol patriòtic, així com una manera de mostrar el suport públic al govern rus. D'ençà del 2014, el símbol ha esdevingut molt més controvertit en estats postsoviètics com Ucraïna i els estats bàltics, a causa de la seva associació amb l'imperialisme i nacionalisme russos.